# Las Hurdes

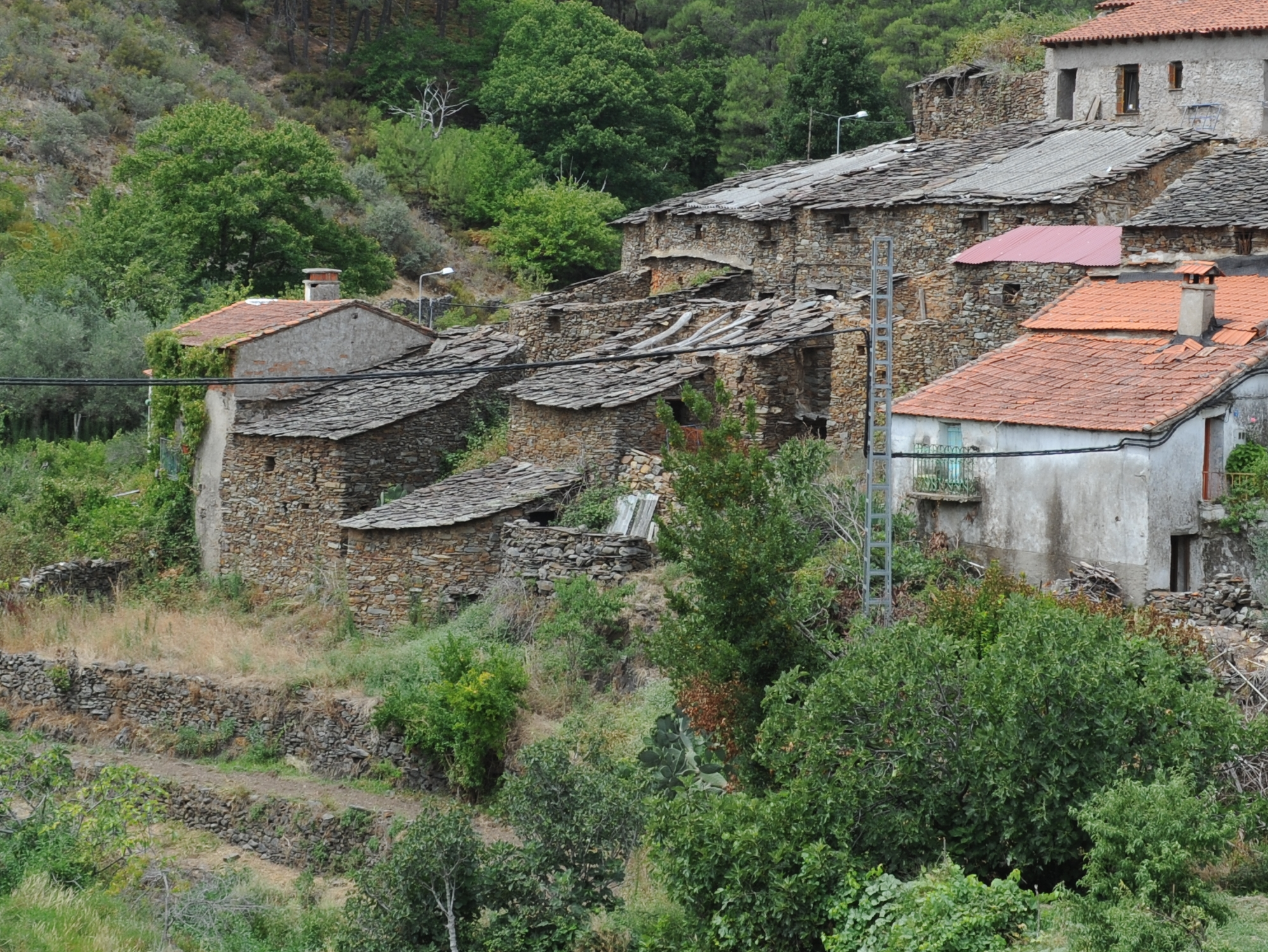
Vesnice Aceitunilla

Mapa

Las Hurdes (v místním dialektu Las Jurdis) je historický region v severní části španělského autonomního společenství Extremadura. Bývá tradičně označován jako comarca, ale oficiálně je pouze sdružením obcí (mancomunidad), které tvoří obce Caminomorisco, Casar de Palomero, Casares de las Hurdes, Ladrillar, Nuñomoral a Pinofranqueado. V tomto vymezení, které se zcela nekryje s původními hranicemi, má Las Hurdes rozlohu 499 km² a žije v něm přes šest tisíc obyvatel, správním střediskem je Vegas de Coria.
Las Hurdes leží v Kastilském pohoří, je to hornatá a vyprahlá krajina, proslulá svou odlehlostí a chudobou. Obyvatelé se zabývají převážně pastevectvím koz, včelařstvím nebo pěstováním oliv a zeleniny na terasách vybudovaných na horských srázech. Zachovalo se zde starobylé extremadurské nářečí, původní kamenné domy, kroje, rustikální kuchyně a množství lidových zvyků, jako jsou karnevalové průvody.
Petroglyfy svědčí o osídlení oblasti v období eneolitu. Po muslimském dobytí Španělska se Las Hurdes vylidnilo, od konce středověku bylo državou vévodů z Alby. Dlouhodobá izolovanost a zaostalost kraje byla prolomena počátkem dvacátého století, kdy francouzský diplomat Maurice Legendre vydal etnografickou studii o místních venkovanech a byla vytvořena komise pro povznesení Las Hurdes, které předsedal Gregorio Marañón. Luis Buñuel natočil v roce 1933 o zdejším životě dokumentární film Las Hurdes, země bez chleba. Španělská občanská válka pozdržela řešení problémů, až od padesátých let se začala budovat infrastruktura, důsledkem lepší dopravní dostupnosti však byl odchod mnoha obyvatel do měst a některé vesnice se zcela vylidnily. Byl zahájen program vysazování lesů, které měly zlepšit mikroklima a vytvořit pracovní příležitosti při těžbě dřeva, jeho důsledkem však byly také četné lesní požáry. Ve 21. století se významným zdrojem příjmů stal také turistický ruch.